# Isòtops del beril·li
Encara que el beril·li (Be) té múltiples isòtops, només un és estable, el ⁹Be; per això se'l considera un element monoisotòpic.

Massa atòmica estàndard: 9.012182(3) u

## Taula
| símbol del núclid | Z(p)                | N(n)                | massa isotòpica (u) | període de semidesintegració | Espín nuclear | composició isotòpica representativa (fracció molar) | rang de variació natural (fracció molar) |
| símbol del núclid | energia d'excitació | energia d'excitació | energia d'excitació |                              |               |                                                     |                                          |
| ----------------- | ------------------- | ------------------- | ------------------- | ---------------------------- | ------------- | --------------------------------------------------- | ---------------------------------------- |
| ⁵Be               | 4                   | 1                   | 5.04079(429)#       | 1,7 x 10⁻⁶ s                 | (1/2+)#       |                                                     |                                          |
| ⁶Be               | 4                   | 2                   | 6.019726(6)         | 5.0(3)E-21 s [0.092(6) MeV]  | 0+            |                                                     |                                          |
| 7Be               | 4                   | 3                   | 7.01692983(11)      | 53.22(6) d                   | 3/2-          |                                                     |                                          |
| 8Be               | 4                   | 4                   | 8.00530510(4)       | 6.7(17)E-17 s [6.8(17) eV]   | 0+            |                                                     |                                          |
| ⁹Be               | 4                   | 5                   | 9.0121822(4)        | ESTABLE                      | 3/2-          | 1.0000                                              |                                          |
| ¹⁰Be              | 4                   | 6                   | 10.0135338(4)       | 1.51(6)E+6 a                 | 0+            |                                                     |                                          |
| 11Be              | 4                   | 7                   | 11.021658(7)        | 13.81(8) s                   | 1/2+          |                                                     |                                          |
| 12Be              | 4                   | 8                   | 12.026921(16)       | 21.49(3) ms                  | 0+            |                                                     |                                          |
| 13Be              | 4                   | 9                   | 13.03569(8)         | .5(1) ns                     | 1/2+          |                                                     |                                          |
| ¹⁴Be              | 4                   | 10                  | 14.04289(14)        | 4.84(10) ms                  | 0+            |                                                     |                                          |
| 15Be              | 4                   | 11                  | 15.05346(54)#       | <200 ns                      |               |                                                     |                                          |
| ¹⁶Be              | 4                   | 12                  | 16.06192(54)#       | <200 ns                      | 0+            |                                                     |                                          |